# 오재경
오재경(1919년 6월 2일 ~ 2012년 6월 27일)은 언론인이자 문화공보부장관을 역임하였다. 본관은 동복(同 福)이며, 아버지는 상해임정활동을 한 후 제헌국회 의원을 역임한 오택관이다.

## 생애 및 활동사항
오재경은 1919년 황해 옹진군에서 제헌국회 의원을 역임한 오택관 제헌국회 의원의 외아들로 태어나, 일본 릿교대학 경제과를 졸업하고, 자유당 정부 시절인 1956년 37세의 나이에 공보실장에 임명됐다. 그리고 1959년 대한여행사 이사장, 1960년 구황실 재산 사무총국장을 거쳐, 1961∼1962년 문화공보부 장관, 그 후 1970∼74년 기독교방송 운영위원장, 1977∼1985년 동아일보 이사 및 사장을 지내며 언론발전에 힘썼다. 그리고 그는 문학에도 일가견이 있어 1977년 계명대학교에서 명예문학박사학위를 취득하기도 했으며, 1982년~1987년 사회봉사활동에 진력하여 장애자재활협회 부회장, 한국로타리총재단회의 의장, 주한 미국 연합봉사기구 명예회장 등을 지내며 사회의 그늘진 곳을 밝히는 데 힘썼다.
특히, 오재경은 1977∼1985년에 동아일보 이사와 사장으로 재직하며 박정희, 전두환 군사정권하에서도 언론이 민주주의 발전에 기여해야 한다는 소신을 여러 차례 피력했는데. 1983년 3월 3일 동아일보 사장 취임사에서 “고난 뒤에 영광이 오는 것이 아니고, 고난 자체가 영광”이라며 “종은 소리를 내야 종이며, 노래는 노래 불러야 노래이며, 사랑은 사랑을 해야 사랑인 것처럼 동아일보는 이 시대의 민중이 갈망하는 바를 충족시키는 데 혼신의 힘을 기울이자”라고 역설했다. 이 취임사는1983년  3월 7일자 동아일보에 ‘독자에게 드리는 말씀’이라는 제목으로 게재됐다.

## 일화
오재경은 5·16 군사정부 시절 첫 민간인 출신 문화공보부장관으로 있으면서 현역 언론인 40여 명을 해직시키라는 상부의 지시를 거부한 일화로 그의 강인한 성품을 알 수 있다.

## 저서
- 수상 22년
- 죽포문집
- 로타리, 나의 보람

## 가족
아버지-상해임정활동, 제헌국회 의원
- 부인 박보희(한국사회정보연구원장)
  - 자-오종열(국제로타리 3650지구 국제대회 참가촉진위원장),
  - 자부-조혜경(명지전문대 음악과 교수)